# Initial Shock
Initial Shock è un doppio album-bootleg live di Mike Bloomfield pubblicato dall'etichetta italiana Cobra Records nel 1988.

Il disco contiene brani estratti dal concerto di Santa Monica (California) del 01.01.1977 e non, come erroneamente citato nelle note del disco, dai concerti del 1977 e del 1979.

## Tracce
1. Eyesight to the Blind – Registrato dal vivo il 1º gennaio 1977 a Santa Monica (CA)
2. Women Lovin' Each Other – Registrato dal vivo il 1º gennaio 1977 a Santa Monica (CA)
3. Linda Lou – Registrato dal vivo il 1º gennaio 1977 a Santa Monica (CA)
4. Kansas City – Registrato dal vivo il 1º gennaio 1977 a Santa Monica (CA)
5. Blues in B-Flat – Registrato dal vivo il 1º gennaio 1977 a Santa Monica (CA)
6. Medley – Registrato dal vivo il 1º gennaio 1977 a Santa Monica (CA)
7. I'm Glad I'm Jewish – Registrato dal vivo il 1º gennaio 1977 a Santa Monica (CA)
8. Jockey Blues – Registrato dal vivo il 1º gennaio 1977 a Santa Monica (CA)
9. Between the Hard Place and the Ground – Registrato dal vivo il 1º gennaio 1977 a Santa Monica (CA)
10. Don't Lie to Me – Registrato dal vivo il 1º gennaio 1977 a Santa Monica (CA)
11. Cherry Red – Registrato dal vivo il 1º gennaio 1977 a Santa Monica (CA)
12. Uncle Bob's Barrellhouse Blues – Registrato dal vivo il 1º gennaio 1977 a Santa Monica (CA)
13. Wee Wee Hours – Registrato dal vivo il 1º gennaio 1977 a Santa Monica (CA)
14. Vamp in C – Registrato dal vivo il 1º gennaio 1977 a Santa Monica (CA)
15. Some of These Days – Registrato dal vivo il 1º gennaio 1977 a Santa Monica (CA)

## Musicisti
- Mike Bloomfield - chitarra, voce
- Mike Bloomfield - chitarra (solo) (brani 4, 6, 7 & 15)
- Mark Naftalin - tastiere
- Beull Neidlinger - basso
- Buddy Helm - batteria